# Бирд, Аманда
Ама́нда Рей Бирд (англ. Amanda Ray Beard; 29 октября 1981, Ньюпорт-Бич, Калифорния, США) — американская пловчиха и модель, обладательница 7 олимпийских наград, в т. ч. 2 золотых, чемпионка мира, экс-рекордсменка мира. Специализировалась в плавании брассом и комплексном плавании.
Спортивная карьера пловчихи развивалась стремительно. Аманда четыре раза принимала участие в Олимпийских Играх: Атланта 1996, Сидней 2000, Афины 2004, Пекин 2008, и стала в 1996 году второй самой юной спортсменкой в истории американского плавания, завоевавшей олимпийскую медаль.

## Карьера

### Летние Олимпийские игры 1996
См. также: Плавание на летних Олимпийских играх 1996

### 2000—2003
См. также: Плавание на летних Олимпийских играх 2000

### Летние Олимпийские игры 2004
См. также: Плавание на летних Олимпийских играх 2004

### Летние Олимпийские игры 2008
См. также: Плавание на летних Олимпийских играх 2008

## Личная жизнь
С 1 мая 2009 года Аманда замужем за фотографом Сашей Брауном, с которым она встречалась 3 года до их свадьбы. У супругов есть двое детей — сын Блэйз Рэй Браун (род.15.09.2009) и дочь Дун Айла Браун (род.19.06.2013).
Аманда — вегетарианка.

## Личные рекорды
Личные рекорды Бирд на дистанциях:
- 100 м брассом: 1.07,42
- 200 м брассом: 2.22,44
- 200 м комплексным плаванием: 2.11,70